# Robert Dauphin
Pour les articles homonymes, voir Robert Dauphin (homonymie).
Robert Dauphin, né le 5 février 1905 à Saint-Malo et mort le 18 juillet 1961 à Saint-Brieuc, était un footballeur français qui évoluait au poste de milieu de terrain.
Pour Denis Chaumier, "adroit d'un caractère autoritaire et d'une activité inlassable sur un terrain, Robert Dauphin s'affirma comme le pivot de l'équipe de France pendant quatre bonnes années. Il pourrait être comparé à des joueurs de la trempe d'Antoine Cuissard ou de Robert Jonquet, qui plus tard, présentèrent à peu près le même profil que lui. Cependant, l'époque où il accumula ses sélections était moins propice et ne lui permit pas de connaître une notoriété semblable."

## Carrière
- Stade français ( France)

- Première sélection : France-Autriche 0-4 (Pershing, le 19/4/1925)

- Dernière sélection : Belgique-France 4-1 (Liège, le 26/5/1929)

## Palmarès
- 15 sélections en équipe de France A (1925-1929), un but marqué lors des Jeux olympiques d'Amsterdam en 1928, contre l'Italie